# Tiba Tossijn
Tiba Tossijn (Amsterdam, 15 augustus 1986) is een Nederlandse cosmetische arts die aanvankelijk bekend raakte als kindactrice.
De jeugdige Tossijn dankte haar bekendheid vooral aan haar hoofdrol in Lang leve de koningin (1995), als Sara, en aan haar rol in de aflevering 'Gestoord' van de serie Goede daden bij daglicht (1996). Ze werd in 1997 genomineerd voor een Amerikaanse Young Artist Award in de categorie 'Best Performance in a Foreign Film' voor haar acteerwerk in Lang leve de koningin. Ook had Tossijn een kleine rol in een aflevering van Baantjer, namelijk 'De Cock en de moord op de priester'. Zij vertolkte daarin de rol van een meisje dat met haar moeder naar de kerk gaat en een lijk vindt. 